# فخرالدين (بدرانلو)
فخرالدين (بالفارسية: فخرالدین) هي قرية تقع في إيران في قسم بدرانلو الريفي. يقدر عدد سكانها بـ 589 نسمة بحسب إحصاء 2016.